# Acantholimon diapensioides
Acantholimon diapensioides är en triftväxtart som beskrevs av Pierre Edmond Boissier. Acantholimon diapensioides ingår i släktet Acantholimon och familjen triftväxter. Inga underarter finns listade i Catalogue of Life.